# Aethioprocris
Aethioprocris là một chi bướm đêm thuộc họ Zygaenidae.

## Các loài
Chi Aethioprocris có các loài sau:
- Aethioprocris congoensis Alberti, 1957
- Aethioprocris togoensis Alberti, 1954